# جادوگر سیاه
جادوگر سیاه شناخته می‌شود، (نام علمی: Ascalapha odorata) یک شب‌پره بزرگ به شکل خفاش و تیره‌رنگ است که معمولاً از جنوب ایالات متحده تا برزیل را شامل می‌شود. جادوگر سیاه به کانادا و بیشتر ایالت‌های ایالات متحده نیز مهاجرت می‌کند. این بزرگ‌ترین جغدی‌بید در قاره ایالات متحده است. در فرهنگ عامه بسیاری از فرهنگ‌های آمریکای مرکزی، آن را با مرگ یا بدبختی مرتبط می‌دانند.

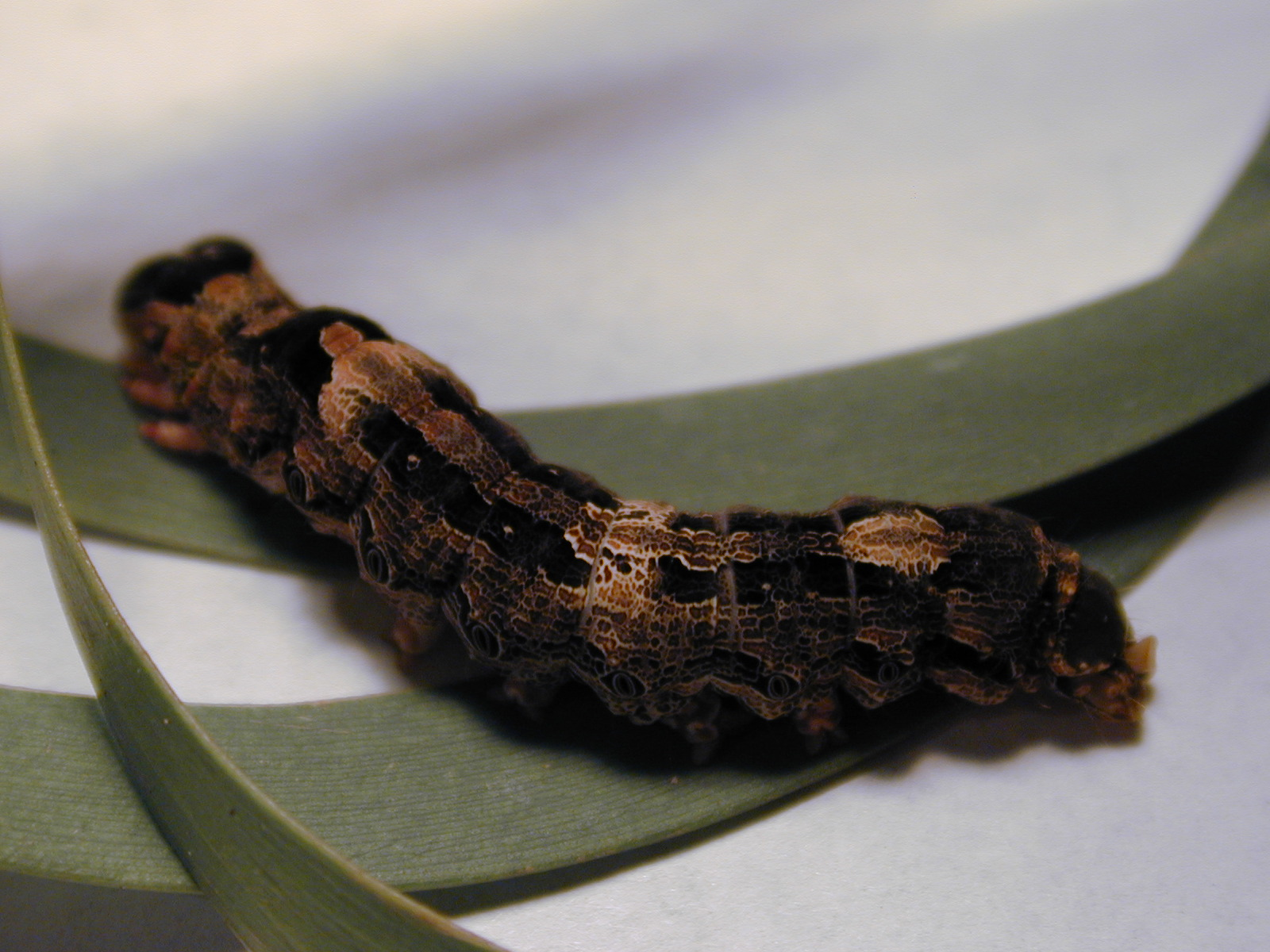
لارو
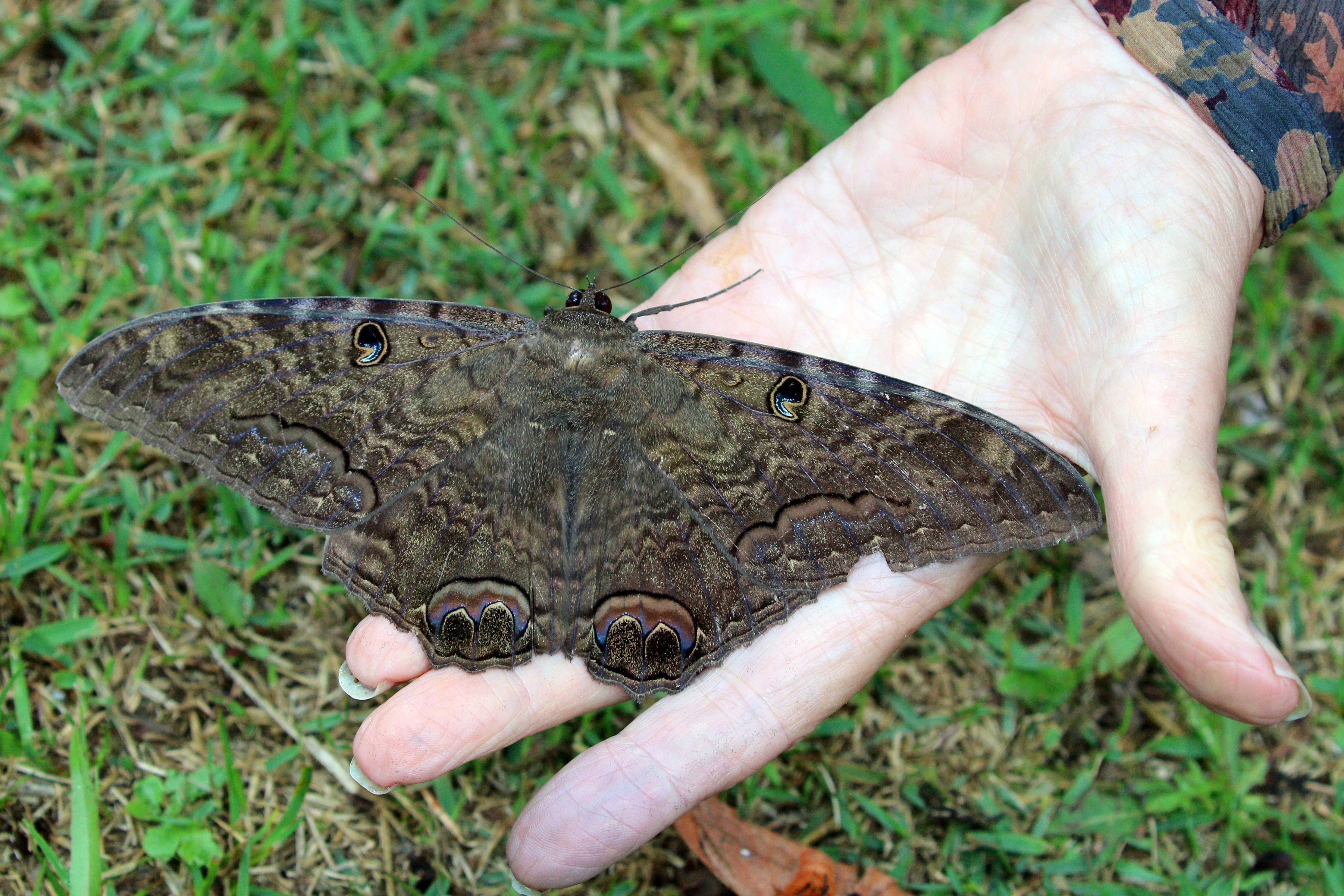
روی دست یک بزرگسال